# Seventeen Days
Seventeen Days är rockbandet 3 Doors Down's första album på tre år. Senaste var Away From The Sun och kom ut 2002. Denna skiva kom ut 8 februari 2005 och är 3 Doors Down's senaste. Denna skiva innehåller bland annat storhiten "Let Me Go" och "Landing In London" som Brad Arnold sjöng en duett med tillsammans med Bob Seger. Detta album skulle egentligen komma ut 2004 men 3 Doors Down höll fortfarande på att turnera efter plattan Away From The Sun.

## Låtlista
1. Right Where I Belong
2. It's Not Me
3. Let Me Go
4. Be Somebody
5. Landing In London
6. The Real Life
7. Behind Those Eyes
8. Never Will I Break
9. Father's Son
10. Live For Today
11. My World
12. Here By Me